# Шушарская дорога
Шуша́рская доро́га — дорога в Пушкинском районе Санкт-Петербурга, на территории посёлка Шушары. Проходит почти от Витебского проспекта до Петербургского шоссе в Пулковском.

## История
Дорога была проложена в советское время для нужд пулковского отделения совхоза «Шушары». 7 октября 2010 года ей присвоили название Шушарская дорога.
В 2019 году была построена платная автодорога М11 «Нева» через участок Шушарской дороги между Петербургским шоссе и Варшавской железной дорогой. Чтобы сохранить транзитный проезд по Шушарской дороге, над М11 был построен двухполосный путепровод. Он открылся для движения не позднее сентября 2019 года, тогда как сама трасса М11 открылась позднее — 27 ноября.

## Описание
Под Варшавской железнодорожной линией проходит под путепроводом. В западной части в Шушарскую дорогу упирается Новгородский проспект (этому проспекту название присвоили тоже 7 октября 2010 года).
В 2014 году въезд на Шушарскую дорогу с Петербургского шоссе закрыли шлагбаумом и земляным валом. В ходе проверки выяснилось, что дорога находится в частной собственности ООО «Инвестиционная компания „Регион“», и компания «вправе устанавливать подобные сооружения на своей территории». Тогда же стало известно, что Шушарскую дорогу исключат из перечня автомобильных дорог общего пользования. Член топонимической комиссии А. Б. Рыжков пояснил, что автоматически вслед за перечнем дорог общего пользования Шушарская дорога не будет исключена из реестра названий, то есть официально она продолжит существовать. По данным на 2022 год, Шушарская дорога не исключена из перечня дорог общего пользования.
Участок Шушарской дороги от Витебского до Новгородского проспекта не является дорогой общего пользования и закрыт для проезда бетонными блоками, проезжая часть там разбита, а местами отсутствует асфальт. По данным администрации Пушкинского района, этот участок проходит по территории, принадлежащей физическим лицам. В будущем комитет по развитию транспортной инфраструктуры намерен построить здесь полноценную дорогу.

## Дополнительные факты
В мае 2014 года автобусную остановку «2-й км» на Петербургском шоссе переименовали в «Шушарскую дорогу».